# Хайнрих I фон Изенбург
Хайнрих I фон Изенбург (на немски: Heinrich I von Isenburg; * ок. 1160; † ок. 1227) е господар на Изенбург в Клееберг.

## Произход и наследство
Той е син на Герлах фон Изенбург (IV) († пр. 1167) и втората му съпруга фон Лайнинген. Брат е на Герлах I фон Изенбург-Коберн († сл. 1209).
На 22 май 1258 г. наследството на фамилията Изенбург се разделя.

## Фамилия
Хайнрих I се жени за Ирмгард фон Бюдинген († сл. 1220), дъщеря на Хартман фон Бюдинген († сл. 5 декември 1195), или за Ирмгард фон Будинген-Мьорле († сл. 1220), дъщеря на граф Зигфрид II фон Мьорле и Клееберг и съпругата му Ефемия фон Щаден и внучка на граф Конрад I фон Тенглинг-Пайлщайн († ок. 1168) и Адела фон Орламюнде, наследничка на Мьорле и Клееберг († ок. 1155), дъщеря на лотарингския пфалцграф Зигфрид I фон Орламюнде († 1113). Те имат децата:
- Хайнрих II (* ок. 1200, † 1278), господар на Изенбург, женен пр. 1246 г. за Матилда/Мехтилд фон Хохщаден († сл. 1243), дъщеря на граф Лотар I фон Хохщаден и Матилда/Мехтилд фон Вианден († 1253)
- Герлах
- Герлах I (* пр. 1227, † 1289), господар на Изенбург, от 1258 г. господар на Лимбург на Лан, женен 1271 г. за Имагина фон Близкастел († 1281), дъщеря на граф Хайнрих фон Близкастел († 1237) и Агнес фон Сайн († 1259)
- Еберхард († 1247), каноник в Лимбург
- Фридрих, каноник в Кьолн (1246 -1261)
- Лукарда († 1260), омъжена I. за граф Хайнрих II фон Ханау († 1243), II. сл. 1249 г. за Филип I фон Боланден-Хоенфелс († 1277)
- Елиза Елизабет фон Изенбург-Клееберг († 1272), омъжена 1263 г. за Готфрид II фон Епщайн († 1272/1278)
- Мехтилд († 1290), омъжена за Герлах I фон Долендорф/II († 1260)